# Hippospongia flabellum
Hippospongia flabellum är en svampdjursart som beskrevs av Lendenfeld 1889. Hippospongia flabellum ingår i släktet Hippospongia och familjen Spongiidae.
Artens utbredningsområde är havet kring Australien. Inga underarter finns listade i Catalogue of Life.